# 북송 태종
송 태종(宋太宗, 939년 11월 20일(음력 10월 7일) ~ 997년 5월 8일(음력 3월 29일))은 중국의 오대 십국 후주의 무관이자, 송 황조의 제2대 황제(재위： 976년 ~ 997년)이다. 송태조 조광윤의 친동생으로 후에 형의 휘를 피휘하여 '빛 광'으로 바꿔서 광의(光義)로 사용하다가 즉위를 하고 나서 경(炅)으로 고쳤다．자는 정의(廷宜)이다. 절일은 건명절(乾明節)이다. 그의 재위 기간 동안 송나라 지배체제의 기초가 확립되었다.
송태조 조광윤의 적장자들을 제치고 그가 제위에 오른 것은 조광윤의 뜻과 상반되는 것이기도 했고, 재위기간 내내 정통성에 대한 의문이 제기되었다. 즉위 3년 만에 그는 장강(양쯔강, 揚子江) 유역과 그 이남에 남아 있던 독립 제국인 오월(吳越)과 북한(北漢)을 정벌하고 소국들을 정벌하여 979년 당나라 멸망 이후 중국을 재통일하였다.

## 생애
태조가 후주의 장군이었던 때부터 항상 형에게 협력하고, 보조하였고, 진교의 변으로 태조를 옹립할 때도 조보(趙普) 등과 함께 중심이 되어 태조를 설득하였다．
태조가 사망하고 나서 아들이 후사를 잇지 않고 태종이 즉위한 것에는 알려진 바가 많지 않다. 다만 급사를 하고 양위를 받은 것에 대해 암살설도 사라지지 않았다. 후에 태조의 장자 조덕소(趙德昭)가 자살하고, 둘째 아들 조덕방(趙德芳)이 의문의 죽음을 당하고 적장자의 황위 승계에 엄격한 북송에서는 형인 태조의 자식에게 제위를 물려주지 않고 자신의 아들에게 물려준 것에 대해 항상 규탄의 소리가 끊이지 않았다. 즉위 초 그는 자신의 계승에 이의를 제기하는 관료들을 해직하고 유배보냈다. 단 사대부와 비판을 하는 자는 죽이지 말라는 태조의 유지를 이어 그들을 처형하지는 못하였다. 그러나 태종에게는 태조에 뒤지지 않는 수완이 있었고, 979년 태조가 통일하지 못하고 남긴 오대십국 중의 오월, 북한을 멸망시켜, 태조의 업을 잇고 중국을 재통일하는 업적을 남긴다.

## 황제 즉위

### 요나라 정벌
거란족의 요나라 정벌은 연운 16주를 거란에게 바친 이후의 중국 군주들의 숙원사업이었고, 조광윤 역시 북벌을 계획하던 중 급서했다. 즉위 초, 태종은 북한의 영토였던 베이징[北京]과 만리장성 사이에 위치한 연운16주(燕雲十六州)는 당시 거란족이 세운 요(遼：947~1125)나라가 지배하고 있었는데, 이 지역을 탈환하기 위해 태종은 979년 5월 연운16국도 수복하고자 병력을 징발, 태원을 출발하여 요나라에 원정군을 보내지만, 대패하고 만다. 처음에는 두 개의 성을 손쉽게 공략하였지만, 지금의 베이징인 연경을 공략하는 데는 실패하고 만다. 본인도 화살을 맞고 상처를 입었으며, 무주공산이 된 지휘부를 대신하여 태조의 장자인 조덕소를 황위로 옹립하기 위한 움직임도 이 상황에서 발생하였는데, 결국 조덕소의 자결로 이 사태는 마무리 된다.
993년, 팽산현의 현령 제원진의 수탈에 대한 반발로 순화 4년 봄에 왕소파, 이순 등의 농민들이 쓰촨에서 봉기하였는데, 태종은 이때 황제의 옥새를 박은 문서를 내려 제원진을 두둔하였다. 3년여간에 걸친 내전은 결국 995년 성도가 함락되면서 약 5만여명의 사망자를 내고 끝을 맺었다.
내치를 착실하게 이뤄 과거시험으로 문관을 대거 채용하고, 감찰제도를 갖추어, 당시까지 군인정치의 폐해로부터 문치주의로 전환을 성공적으로 이루었다.
즉위 초부터 한림원의 학사들에게 영을 내려 당나라의 행정관제를 연구하도록 명하였는데, 지방 행정제도에서는 당나라의 1주1진제(一州一鎭制)를 답습하였다. 이는 각지에 확대된 각 군의 개편과 최고사령관직의 축소를 의미한다. 또한 전국을 15로로 나누어 각 로에는 행정장관인 전운사(轉運使)를 파견했다. 또한 전운사는 황제가 직접 임명하거나 중앙에서 파견하도록 하고, 각 로 전운사들과 절도사들의 업무를 감독, 관리하기 위해 어사를 비밀리에 수시로 파견하였다. 태종의 재위 말년에는 송의 지배체제가 확립되었고 문화적·경제적으로 번영을 구가하기 시작했다
태종은 21년의 통치기간이 지난 997년 57세의 일기로 세상을 떠났으며, 그의 아들이 제3대 황제 진종(眞宗)으로 계승, 등극했다.

## 재상
| 동중서문하평장사(同中書門下平章事) | 동중서문하평장사(同中書門下平章事) | 동중서문하평장사(同中書門下平章事) | 동중서문하평장사(同中書門下平章事)              | 동중서문하평장사(同中書門下平章事) | 동중서문하평장사(同中書門下平章事) | 동중서문하평장사(同中書門下平章事) |
| 순서                               | 이름                               | 재임기간                           | 칭호                                            | 자(字)                             | 봉호                               | 시호                               |
| ---------------------------------- | ---------------------------------- | ---------------------------------- | ----------------------------------------------- | ---------------------------------- | ---------------------------------- | ---------------------------------- |
| 1                                  | 설거정 (薛居正)                    | 976년 ~ 981년                      | 소문관대학사(昭文館大學士)                      | 자평 (子平)                        | -                                  | 문혜 (文惠)                        |
| 2                                  | 심의륜 (沈義倫)                    | 976년 ~ 982년                      | 감수국사(監修國史)                              | 순의 (順宜)                        | -                                  | 공혜 (恭惠)                        |
| 3                                  | 노다손 (盧多遜)                    | 976년 ~ 982년                      | 집현전대학사(集賢殿大學史)                      | -                                  | -                                  | -                                  |
| 4                                  | 조보 (趙普)                        | 981년 ~ 983년                      | 소문관대학사(昭文館大學士)                      | 칙평 (則平)                        | 한왕 (韓王)                        | 충헌 (忠獻)                        |
| 5                                  | 송기 (宋琪)                        | 983년 ~ 985년                      | 참지정사(參知政事) ↓ 소문관대학사(昭文館大學士) | 숙보 (俶寶)                        | -                                  | 혜안 (惠安)                        |
| 6                                  | 이방 (李昉)                        | 983년 ~ 988년                      | 참지정사(參知政事) ↓ 감수국사(監修國史)         | 명원 (明遠)                        | -                                  | 문정 (文正)                        |
| 7                                  | 조보 (趙普)                        | 988년 ~ 990년                      | 소문관대학사(昭文館大學士)                      | 칙평 (則平)                        | 한왕 (韓王)                        | 충헌 (忠獻)                        |
| 8                                  | 여몽정 (呂蒙正)                    | 988년 ~ 991년                      | 참지정사(參知政事) ↓ 감수국사(監修國史)         | 성공 (聖功)                        | 허국공 (許國公)                    | 문목 (文穆)                        |
| 9                                  | 이방 (李昉)                        | 991년 ~ 993년                      | 감수국사(監修國史)                              | 명원 (明遠)                        | -                                  | 문정 (文正)                        |
| 10                                 | 장제현 (張齊賢)                    | 991년 ~ 993년                      | 참지정사(參知政事)                              | -                                  | -                                  | 문정 (文定)                        |
| 11                                 | 여몽정 (呂蒙正)                    | 993년 ~ 995년                      | 감수국사(監修國史)                              | 성공 (聖功)                        | 허국공 (許國公)                    | 문목 (文穆)                        |
| 12                                 | 여단 (呂端)                        | 995년 ~ 997년                      | 참지정사(參知政事)                              | 역직 (易直)                        | -                                  | 정혜 (正惠)                        |

## 존호, 시호, 묘호
존호는 978년 8월 쯤에, 응운통천성명문무황제(應運統天聖明文武皇帝)라는 호를 받았고, 981년 10월 경에 존호를 개정하여 응운통천예문영무대성지명광효황제(應運統天睿文英武大聖至明廣孝皇帝)라는 호를 받았으며, 984년 9월 경에 존호를 가상하여 응운통천예문영무대성지인명덕광효황제(應運統天睿文英武大聖至仁明德廣孝皇帝)라는 호를 받았으나, 태종은 불허하였다.
992년 9월 경에 존호를 재가상하여 법천숭도명성인효문무황제(法天崇道明聖仁孝文武皇帝)라는 호를 받았고, 995년 11월 경에 개정을 하여 법천숭도상성지인황제(法天崇道上聖至仁皇帝)라는 호를 받았다.
사후에 시호는 신공성덕문무황제(神功聖德文武皇帝)이나, 진종 때인 1008년에 시호를 가상하여 지인응도신공성덕문무예열대명광효황제(至仁應道神功聖德文武睿烈大明廣孝皇帝)로 추시하였다. 묘호는 태종(太宗)이며, 능은 영희릉(永熙陵)이다.

## 가족관계

### 조부모와 부모
- 조부 : 익조(翼祖) 간공황제(簡恭皇帝) 조경(趙敬)
- 조모 : 간목황후(簡穆皇后) 유씨(劉氏)
- 부친 : 선조(宣祖) 소무황제(昭武皇帝) 조홍은(趙弘殷)
- 모친 : 소헌황후(昭憲皇后) 두씨(杜氏)

### 황후
| 봉호           | 시호                | 이름(성씨) | 별칭  | 재위년도      | 생몰년도       | 국구(장인/장모)                                                             | 능묘            | 비고  |
| -------------- | ------------------- | ---------- | ----- | ------------- | -------------- | --------------------------------------------------------------------------- | --------------- | ----- |
| 부인(夫人)     | 숙덕황후 (淑德皇后) | 윤씨(尹氏) |       | (추존)        |                | 윤정훈(尹廷勛) 부인(夫人) 부씨(符氏)                                        | 효명릉 (孝明陵) | [ 3 ] |
| 국부인(國夫人) | 의덕황후 (懿德皇后) | 부씨(符氏) | [ 4 ] | (추존)        | 941년 ~ 975년  | 위충선왕(魏忠宣王) 부언경(符彥卿)                                           | 안릉 (安陵)     | [ 5 ] |
| 황후(皇后)     | 명덕황후 (明德皇后) | 이씨(李氏) | [ 6 ] | 984년 ~ 997년 | 960년 ~ 1004년 | 선덕군절도사(宣德軍節度使) 이처운(李處耘) 한국태부인(韓國太夫人) 진씨(陳氏) | 영희릉 (永熙陵) |       |
| 부인(夫人)     | 원덕황후 (元德皇后) | 이씨(李氏) | [ 7 ] | (추존)        | 943년 ~ 977년  | 상산군왕(常山郡王) 이영(李英) 위국태부인(魏國太夫人) 왕씨(王氏)             | 영희릉 (永熙陵) | [ 8 ] |

### 후궁
| 봉호       | 시호       | 이름(성씨)     | 별칭               | 생몰년도   | 비고   |
| ---------- | ---------- | -------------- | ------------------ | ---------- | ------ |
| 귀비(貴妃) |            | 손씨(孫氏)     |                    | ? ~ 983년  | [ 9 ]  |
| 귀의(貴儀) | 귀비(貴妃) | 장씨(臧氏)     |                    |            |        |
| 첩여(婕妤) | 귀비(貴妃) | 방씨(方氏)     | 숙비(淑妃)         | ? ~ 1022년 |        |
| 현비(賢妃) | 덕비(德妃) | 주충혜(朱冲惠) | 주정혜(朱正惠)     | ? ~ 1035년 |        |
| 소원(昭媛) | 숙비(叔妃) | 왕씨(王氏)     | 덕비(德妃)         |            |        |
| 숙의(淑儀) | 현비(賢妃) | 고씨(高氏)     |                    |            |        |
| 상궁(尙宮) | 현비(賢妃) | 소소명(邵昭明) | 안국부인(安國夫人) | ? ~ 1016년 | [ 10 ] |
| 상궁(尙宮) | 숙의(淑儀) | 이씨(李氏)     |                    | ? ~ 993년  | [ 11 ] |
| 소용(昭容) | 숙의(淑儀) | 오씨(吳氏)     |                    | ? ~ 1007년 |        |
|            |            | 주씨(周氏)     | 정국부인(鄭國夫人) |            | [ 12 ] |

### 황자
| - | 봉호           | 시호       | 이름                                     | 생몰년도       | 생모          | 자식        | 별칭   | 비고                        |
| - | -------------- | ---------- | ---------------------------------------- | -------------- | ------------- | ----------- | ------ | --------------------------- |
| 1 | 한왕(漢王)     | 공헌(恭憲) | 조덕숭(趙德崇) 조원좌(趙元佐)            | 965년 ~ 1027년 | 원덕황후 이씨 | 3남         | [ 13 ] |                             |
| 2 | 황태자(皇太子) | 소성(昭成) | 조덕명(趙德明) 조원희(趙元僖)            | 966년 ~ 992년  |               | 1녀 + 1양자 | [ 14 ] |                             |
| 3 | 황태자(皇太子) |            | 조덕창(趙德昌) 조원간(趙元侃) 조항(趙恒) | 968년 ~ 1022년 | 원덕황후 이씨 | 6남 2녀     | [ 15 ] | 제3대 황제 진종(眞宗).      |
| 4 | 상왕(商王)     | 공정(恭靖) | 조덕엄(趙德嚴) 조원빈(趙元份)            | 969년 ~ 1005년 |               | 3남 1녀     | [ 16 ] | 5대 황제 영종(英宗)의 조부. |
| 5 | 월왕(越王)     | 문혜(文惠) | 조덕화(趙德和) 조원걸(趙元傑)            | 972년 ~ 1003년 |               | 1양자       | [ 17 ] |                             |
| 6 | 진왕(鎭王)     | 공의(恭懿) | 조원악(趙元偓)                           | 977년 ~ 1018년 |               | 1남         | [ 18 ] |                             |
| 7 | 초왕(楚王)     | 공혜(恭惠) | 조원재(趙元侢)                           | 981년 ~ 1014년 |               | 1양자       | [ 19 ] |                             |
| 8 | 주왕(周王)     | 공숙(恭肅) | 조원엄(趙元儼)                           | 986년 ~ 1044년 | 숙비 왕씨     | 13남        | [ 20 ] |                             |
| 9 | 숭왕(崇王)     |            | 조원억(趙元億)                           |                |               |             | [ 21 ] | 조졸함.                     |

### 황녀
| - | 봉호(공주)                  | 봉호(제희)                  | 시호       | 이름 | 생몰년도       | 생모      | 부마                                      | 별칭   | 비고    |
| - | --------------------------- | --------------------------- | ---------- | ---- | -------------- | --------- | ----------------------------------------- | ------ | ------- |
| 1 | 등국대장공주 (滕國大長公主) | 화경대장제희 (和慶大長帝姬) |            |      |                |           |                                           |        | 요절함  |
| 2 | 서국대장공주 (徐國大長公主) | 영혜대장제희 (英惠大長帝姬) | 영혜(英惠) |      | ? ~ 990년      |           | 무승군절도사(武勝軍節度使) 오원의(吳元扆) | [ 22 ] |         |
| 3 | 빈국대장공주 (邠國大長公主) |                             |            |      | ? ~ 983년      |           |                                           | [ 23 ] | 출가함. |
| 4 | 양국대장공주 (揚國大長公主) | 화정대장제희 (和靖大長帝姬) | 화정(和靖) |      | ? ~ 1033년     | 귀비 장씨 | 창덕군절도사(彰德軍節度使) 시종경(柴宗慶) | [ 24 ] |         |
| 5 | 옹국대장공주 (雍國大長公主) | 의순대장제희 (懿順大長帝姬) | 의순(懿順) |      | ? ~ 1004년     |           | 창덕군절도사(彰德軍節度使) 왕이영(王貽永) | [ 25 ] |         |
| 6 | 위국대장공주 (衛國大長公主) | 자명대장제희 (慈明大長帝姬) | 자명(慈明) |      | ? ~ 1024년     | 귀비 장씨 |                                           | [ 26 ] | 출가함. |
| 7 | 형국대장공주 (荊國大長公主) | 헌목대장제희 (獻穆大長帝姬) | 헌목(獻穆) |      | 986년 ~ 1051년 | 귀비 방씨 | 진국군절도사(鎭國軍節度使) 이준욱(李遵勖) | [ 27 ] |         |

## 기년
| 태종        | 원년                     | 2년        | 3년                 | 4년        | 5년             | 6년        | 7년        | 8년        | 9년                 | 10년            |
| ----------- | ------------------------ | ---------- | ------------------- | ---------- | --------------- | ---------- | ---------- | ---------- | ------------------- | --------------- |
| 서력 (西曆) | 976년                    | 977년      | 978년               | 979년      | 980년           | 981년      | 982년      | 983년      | 984년               | 985년           |
| 간지 (干支) | 병자(丙子)               | 정축(丁丑) | 무인(戊寅)          | 기묘(己卯) | 경진(庚辰)      | 신사(辛巳) | 임오(壬午) | 계미(癸未) | 갑신(甲申)          | 을유(乙酉)      |
| 연호 (年號) | 태평흥국 (太平興國) 원년 | 2년        | 3년                 | 4년        | 5년             | 6년        | 7년        | 8년        | 9년 옹희(雍熙) 원년 | 2년             |
| 태종        | 11년                     | 12년       | 13년                | 14년       | 15년            | 16년       | 17년       | 18년       | 19년                | 20년            |
| 서력 (西曆) | 986년                    | 987년      | 988년               | 989년      | 990년           | 991년      | 992년      | 993년      | 994년               | 995년           |
| 간지 (干支) | 병술(丙戌)               | 정해(丁亥) | 무자(戊子)          | 기축(己丑) | 경인(庚寅)      | 신묘(辛卯) | 임진(壬辰) | 계사(癸巳) | 갑오(甲午)          | 을미(乙未)      |
| 연호 (年號) | 3년                      | 4년        | 5년 단공(端拱) 원년 | 2년        | 순화(淳化) 원년 | 2년        | 3년        | 4년        | 5년                 | 지도(至道) 원년 |
| 태종        | 21년                     | 22년       |                     |            |                 |            |            |            |                     |                 |
| 서력 (西曆) | 996년                    | 997년      |                     |            |                 |            |            |            |                     |                 |
| 간지 (干支) | 병신(丙申)               | 정유(丁酉) |                     |            |                 |            |            |            |                     |                 |
| 연호 (年號) | 2년                      | 3년        |                     |            |                 |            |            |            |                     |                 |

## 기타

### 형과의 갈등
형 조광윤이 데려온 후촉의 후궁 서씨의 그 재능과 미모는 조광윤과 그의 동생인 조광의가 서로 질투하여 다투게 만들었다고도 한다. 서씨와 함께 포로로 잡혀오고 맹창이 죽자 더 이상 기다릴 수 없었던 조광윤은 재빨리 서씨를 후궁으로 맞아들였다. 《노여록》(爐餘錄)에 의하면 '촉주가 죽자 곧 태조의 궁으로 들어가 총애를 받았다.'고 묘사되어 있다. 그러나 동생 조광의도 이 재색을 겸비한 서씨를 노리고 있었다.
서기 976년 겨울 조광윤이 임종이 가까워 침대에 누워 거의 움직이지 못하게 되자 조광의는 서씨에 대한 마음을 행동으로 옮겼다. 한밤중에 조광의는 형 조광윤을 몇번이나 불렀으나 대답이 없자 서씨를 희롱했다. 조광윤이 일어나 이를 알고 분노하여 옥부(옥으로 된 도끼)로 바닥을 내리쳤다. 놀란 황후와 태자가 왔을 때는 이미 임종이 가까워져 있었고, 조광의는 슬그머니 자신의 관저로 돌아갔다. 그리고 조광윤은 세상을 떠난다.

### 조광윤 독살설
979년 11월 북송 태조가 갑자기 사망하자 일각에서는 조광의가 친형을 독살했다는 의혹이 제기되었다. 이 의혹은 그가 정통이 아니라는 설과 함께 그를 괴롭혔다.

### 기타
송태종에게 복수를 다짐했으나 실패한 화예부인은 자결한다. 그러나 일설에는 조광의가 화예부인을 제거했다고도 한다.
야사에 의하면, 그는 서씨가 수도로 압송되어 왔을 때부터 형이 그녀에게 빠져 헤어나지 못하자 매우 불만이 많았는데, 수차례 걸쳐 간하였으나 형은 들은 체도 하지 않았다고 한다. 서씨에 대한 원한이 사무친 조광의는 제위에 오른 뒤 서씨와 함께 사냥하러 갈 기회를 만들어 그녀를 잔인하게 살해했다는 것이다. 활시위를 팽팽히 당겨 짐승을 겨누다 돌연 화예부인에게로 화살을 돌려 한 발에 죽였다는 것이다.

## 같이 보기
- 조광윤
- 화예부인

## 관련 자료
- 송사(宋史) 권1 태조본기(太祖本紀)
- 송사(宋史) 권4 태종본기(太宗本紀)
- 《노여록》(爐餘錄)